# Renato Pigliacampo
Renato Pigliacampo (Recanati, 29 settembre 1948 – 29 giugno 2015) è stato uno scrittore, poeta e pedagogista italiano docente di psicopatologia del minorato sensoriale e di Laboratorio dei linguaggi per il sostegno nella Facoltà di Scienze della Formazione dell'Università di Macerata.
Sordo dalla fanciullezza, fu noto anche a livello internazionale avendo rivestito, per l'Italia, nella Federazione Mondiale, dapprima l'incarico di membro del dipartimento Arte e Cultura, poi nella commissione pedagogica-psicologica.

## Biografia
Nato a Recanati nel 1948, a 12 anni fu colpito da meningite, che lo privò dell'udito. Frequentò le scuole specializzate per sordi. Si laureò poi in pedagogia, indirizzo psicologico, col professor Roberto Zavalloni all'Università "La Sapienza" di Roma. Continuò gli studi nella stessa Università conseguendo il dottorato di ricerca in sociologia e ricerca sociale. Si specializzò quindi in psicologia. Insegnò, per circa dieci anni, nelle scuole per sordi di Roma. Infine fu incaricato psicologo dirigente nella ASL di Recanati-Civitanova Marche e fu docente di Psicopatologia del minorato sensoriale e Laboratorio dei linguaggi per il sostegno presso l'Università di Macerata.
Vinse numerosi premi letterari, tra cui per due volte il Premio Cultura della Presidenza del Consiglio dei ministri. Fu per anni dirigente dell'Ente Nazionale Sordi, rivestendo vari incarichi dirigenziali. Fondò e diresse per vent'anni il periodico Il Sordoparlante e la rivista Poeti e Poesia, più una piccola casa editrice. Creò il Premio Internazionale di poesia Città di Porto Recanati, ancora oggi punto di riferimento e di gratificazioni per tanti poeti. Collaborò a numerose riviste. Nel 2001 fu candidato al Senato per l'Italia dei Valori.
Gestì un sito consultato sia dai sordi sia da docenti di sostegno e operatori sociosanitari.
È deceduto il 29 giugno 2015. Le sue spoglie riposano nel piccolo cimitero di Montecassiano. 
Nel 2023 il critico letterario Lorenzo Spurio, con l'autorizzazione della Famiglia del poeta, ha curato e pubblicato il volume "La voce nel vento. Testimonianze su Renato Pigliacampo" (Macabor edizioni) che raccoglie testi di vari autori, scrittori, critici e persone che hanno nel tempo collaborato con Pigliacampo, per tracciarne un ricordo. L'opera propone inoltre una scelta antologica di poesie, tratte dalle maggiori opere di Pigliacampo. 
https://www.ilrestodelcarlino.it/macerata/cronaca/un-ampio-libro-per-onorare-quel-genio-di-pigliacampo-a4bb7390

## Opere principali

### Narrativa
- Thulcandra. La città del silenzio (Transeuropa)
- Il vergaro. Storie di contadini nella terra di Leopardi (Moretti & Vitali)
- Non oltre le porte del sole (ilmiolibro.it, 2018, postumo)

### Poesia
- Dal silenzio (Forum, Forlì)
- Radice dei giorni (Forum)
- Adobe (Forum)
- Poema nimittiaka per Y (Bastogi)
- Canto per Liopigama (Casisma)
- Ascolta il mio silenzio (Cantagalli)
- L'albero di rami senza vento (Iuculano)
- Nel segno del mio andare (Simple, 2013)
- Nella sera che cala sul litorale. Percorso antologico nella poesia del Guerriero del silenzio (Poetikanten, 2016, postumo, a cura di Lorenzo Spurio)

### Altri scritti
- Sociopsicopedagogia del bambino sordo  (Quattroventi)
- Lingua e linguaggio nel sordo (Armando editore)
- Dizionario della disabilità, dell'handicap e della riabilitazione (Armando editore)
- Nuovo Dizionario della disabilita, dell-handicap e della riabilitazione (Armando editore)
- Parole nel movimento. Psicolinguistica del sordo (Armando editore)
- Lettera ad una Ministro (e dintorni) (Armando editore)
- Lettera a una logopedista. Dalla parte del bambino sordo (Edizioni Kappa)